# Musculus infraspinatus
Der Musculus infraspinatus (lateinisch für „Untergrätenmuskel“) ist einer der Schultermuskeln des Oberarms. Er wird teilweise vom Musculus deltoideus verdeckt. Zusammen mit dem Musculus supraspinatus, dem Musculus teres minor und dem Musculus subscapularis bildet er beim Menschen die Rotatorenmanschette, die den Kopf des Oberarmknochens in der Gelenkpfanne des Schulterblatts hält.

## Verlauf
Der Muskel entspringt von der Außenseite des Schulterblattes und zwar unterhalb der Spina scapulae. Sein mittlerer Muskel ist kurzfaserig und gefiedert, der obere und der untere Teil sind parallelfaserig. Der Muskel wird von einer derben Faszie (Fascia infraspinata) bedeckt, die nicht nur ihm, sondern auch der Pars spinalis des Deltamuskels zum Ursprung dient. Seine Sehne bedeckt den dorsalen Teil der Schultergelenkskapsel, verschmilzt zum Teil mit ihr und befestigt sich an der mittleren Facette des Tuberculum majus humeri.
Unter der Ansatzsehne liegt beim Menschen ein Schleimbeutel, die Bursa subdeltoidea. Dieser Schleimbeutel ist auch bei großen Hunden vorhanden und hat hier eine Größe von etwa 1 cm. Darüber hinaus tritt bei ihnen proximal davon ein zweiter, kleinerer Schleimbeutel auf.

## Funktion
Die Hauptaufgabe dieses kräftigen Muskels besteht in der Außenrotation des Arms. Er wirkt auch als Kapselspanner des Schultergelenks. Der Musculus infraspinatus bewirkt das seitliche Abspreizen des Armes (Abduktion) und die Gegenbewegung, das seitliche Herziehen des Armes (Adduktion).
Bei den vierfüßigen Säugetieren ist im Schultergelenk die Beweglichkeit nach außen deutlich eingeschränkt, so dass hier nur noch Beugung und Streckung möglich sind. Da die Sehne des Musculus infraspinatus nahe der Drehachse des Schultergelenks verläuft, kann er in Abhängigkeit von der Gelenkstellung sowohl als Beuger als auch als Strecker im Schultergelenk fungieren. Zudem wirkt der Musculus infraspinatus als elastisches Seitenband, ersetzt damit das Kollateralband und verhindert das seitliche Ausweichen des Schultergelenks.

## Klinische Bedeutung
Bei Arbeits- oder Jagdhunden kommt es nach wiederholten Mikrotraumen gelegentlich zu einer Infraspinatus-Kontraktur.